# Kato Arodes
Kato Arodes (gr. Κάτω Αρόδες) – wieś w Republice Cypryjskiej, w dystrykcie Pafos. W 2011 roku liczyła 39 mieszkańców.
W 1976 roku po inwazji Turków na Cypr, Kato Arodes zostało opuszczone przez Turków, a większość budynków popadło w ruinę. Obecnie są odnawiane i przekształcane w ośrodki turystyczne.